# 冥王星任務
《冥王星任務：NASA新視野號與太陽系盡頭之旅》（英語：Chasing New Horizons: Inside the Epic First Mission to Pluto）出版于2018年，由美国行星科学家艾伦·斯特恩与天体生物学家兼纪实作家大衛·葛林史彭合著。其中葛林史彭扮演叙述者，却以艾伦·斯特恩作为新视野号冥王星任务首席研究员角度描写。

## 背景及反响
该书讲述艾伦·斯特恩十九世纪九十年代初所提出的冥王星太空探测器的故事。该任务曾多次被取消，斯特恩与喷气推进实验室团队为获得NASA的任务设计批准而进行了激烈竞争。
柯克斯书评稱其“探索了第一次冥王星之旅背後迷人的科學以及復雜官僚主義”，認為作者“提供了一部詳盡、引人入勝的美國冥王星曆史之旅的編年史，護送讀者穿越巨大的具有里程碑意義的任務所涉及的障礙和艱苦的工作。” 另一篇評論稱讚這本書說：“斯特恩和格林斯彭在一個令人著迷的故事中重現了任務的高潮和低谷。在天賦較差的講故事的人手中，早期的大部分時間——內部資金競爭、與噴氣推進實驗室的爭執、美國宇航局紅燈和綠燈的交替——會很乏味。但斯特恩和葛林史彭巧妙地梳理了這部戲劇，生動地描繪了年輕科學家和工程師的形象，他們願意將自己的職業生涯押在星球大戰電影中的挑戰上。” 《华尔街日报》的評論將公眾對探測器拍攝的照片及其背後團隊綜合在一起。 “這張照片捕捉到了冥王星表面明亮的白色區域，呈心形，“為我們行星系統邊緣這顆以前模糊不清的小行星創造了一種情感依戀，”艾倫·斯特恩和大衛‧葛林史彭在他們引人入勝的冥王星任務。許多人仍然不知道拍攝這張照片需要 2500人，再加上多年的等待。” 
Louisa Preston在物理世界评论这本书“读起来像小说”，但也在书中指出更喜欢斯特恩：
然而，接下來是幾十年的失望故事，以及對任何太空任務啟動的難度的真正洞察。進入本書的這一部分，我想我會有點無聊——誰真的想讀關於資助戰爭和學術競爭的文章？好吧，事實證明我知道。這部分故事的敘述非常感人，幾乎令人興奮。葛林史彭將 NASA 噴氣推進實驗室工作人員描繪成惡棍，他們試圖控制和影響一個本來不屬於他們的項目。他明顯有偏見的觀點將斯特恩定位為英雄——一個名副其實的反叛者，與“當權派”作鬥爭。 
儘管如此，她評論積極：“這本書真的是葛林史彭和斯特恩向成千上萬為使這項任務取得成功發揮作用的人致敬的機會。” 
Virgil Adumitroaie 在AIAA Journal评论中印象深刻于“作者對太空探索的熱情在厄運和陰鬱或興高采烈的情況下同樣表現出來，並且只會被他們堅不可摧的樂觀主義所超越。” 